# Urša & PR
Urša & PR je bila slovenska glasbena skupina, ustanovljena leta 1997. Nastala je iz skupine Peter Pan s prihodom Urše Krišelj kot glavne vokalistke.

## Zasedba
- Urška Krišelj - vokal
- Janez Nared - bobni
- Sašo Kolarič - klaviature
- Tomaž Grubar - bas kitara
- Miha Stabej - kitara
- Borut Debevc - kitara (1997-1999)
- Matej Rančigaj - kitara (1997-1999)
- Brane Horvat - kitara (1999-2003)
- Cole Moretti - kitara (1999-2003)

## Diskografija

### Albumi
- Kje so tiste stezice (2001)
- Homo Ludens (2003)

Pripravili so tudi promocijski album Avgusta - jaz bom zmeraj zmagala, s skladbami posnetimi v obdobju 2003 - 2007, ki pa ni bil nikoli v prodaji.